# Comuna Kaspicean, Șumen
Kaspicean (în bulgară Каспичан) este o comună în regiunea Șumen, Bulgaria, formată din orașele Kaspicean și Pliska și satele Kaspicean, Kiulevcea, Kosovo, Markovo, Moghila, Vărbeane și Zlatna Niva. 

## Demografie
Componența etnică a comunei Kaspicean
     Turci (13,45%)
     Nicio identificare (9,41%)
     Romi (11,59%)
     Bulgari (61,87%)
     Altele (3,66%)
La recensământul din 2011, populația comunei Kaspicean era de 7.976 locuitori. Din punct de vedere etnic, majoritatea locuitorilor (61,87%) erau bulgari, existând și minorități de turci (13,45%) și romi (11,59%). Pentru 9,41% din locuitori nu este cunoscută apartenența etnică.